# 17521 Kiek
17521 Kiek è un asteroide della fascia principale. Scoperto nel 1993, presenta un'orbita caratterizzata da un semiasse maggiore pari a 2,8150959 UA e da un'eccentricità di 0,0615737, inclinata di 0,96522° rispetto all'eclittica.